# Nexøbanen
Nexøbanen mellem Rønne og Nexø (1900-1968) var den første jernbane på Bornholm. Den blev anlagt og drevet af Det Bornholmske Jernbaneselskab – eller Rønne-Nexø Jernbane (RNJ) – der 1. april 1934 indgik i selskabet De Bornholmske Jernbaner (DBJ) sammen med de to senere anlagte baner Allingebanen og Gudhjembanen. De var alle smalsporede og blev aldrig omlagt til normalspor.

## Historien
De første planer om jernbaner på Bornholm dukkede op i 1875, men gik i sig selv i 1876. Efter flere forsøg lykkedes det i 1891 for nogle Rønneborgere at føre planerne så langt frem, at banestrækningen Rønne-Nexø med sidebane Aakirkeby-Almindingen kunne afsættes i terrænet. Denne bane kom med i den store jernbanelov i 1894. Eneretsbevilling blev givet 8. maj 1897. Nexø købstad ville i starten ikke være med til at garantere for banen, så endestationen var lige ved at blive placeret i sogneskellet mellem Nexø og Bodilsker.
Anlægsarbejdet begyndte i 1899 under ledelse af ingeniør Joachim Fagerlund, der blev banens første driftsbestyrer. Driften blev indledt 13. december 1900 med tre tog dagligt i hver retning. Turen mellem Rønne og Nexø tog op mod to timer, da togene kørte med en hastighed på 37 km/t. De første år blev der transporteret 35.000 tons gods, bl.a. ca. 17.000 svin. RNJ havde de første år 37 ansatte og cirka 150.000 passagerer per år eller 328 per dag.
I 1920'erne var Nexøbanen en succes såvel transportmæssigt som økonomisk. Efter fusionen i 1934 transporterede de tre baner tilsammen 100.000 passagerer årligt. I 1940'erne var der ca. 1700 daglige rejsende mellem Rønne og Nexø og der blev transporteret ca. 70.000 tons gods årligt. Banen blev brugt til at transportere tropper og gods af tyskerne under krigen og af russerne efter krigen.
I 1950'erne dalede passagertallet for alvor. I Nexøbanens sidste år 1968 var der 22 daglige togafgange, men kun ca. 900 passagerer pr. dag. Banen blev nedlagt 28. september 1968, og næsten alt rullende materiel blev ophugget.

### Almindingen-banen
Sidebanen til Almindingen blev taget i brug 31. maj 1901. Den var en udpræget udflugtsbane, der blev trafikeret af fem tog dagligt, men kun maj-september. Almindingen Station havde en lille drejeskive, som var stor nok til det lokomotiv, der kørte på denne sidebane – det var et af de mindste lokomotiver, der har kørt på en dansk privatbane.
Almindingen blev i 1916 udgangspunkt for Gudhjembanen, men den lille øde station holdt samtidig op med at være endestation, og Aakirkeby blev Bornholms store jernbaneknudepunkt, hvor tog fra 3 sider mødtes. Strækningen Aakirkeby-Almindingen blev reelt en del af Gudhjembanen og blev nedlagt sammen med den allerede i 1952.

## Strækningsdata
- Rønne-Nexø (36,6 km), åbnet 13. december 1900, nedlagt 28. september 1968
- Aakirkeby-Almindingen (5,1 km), åbnet 16. maj 1901, nedlagt 18. august 1952
- Samlet længde: 41,7 km
- Enkeltsporet
- Sporvidde: 1.000 mm
- Skinnevægt: 25 lbs/yard (13,67 kg/m), skinnelængde 7,5 m. 1922-32 blev de udskiftet med 12 m lange skinner på 19,9 kg/m
- Maks. stigning: 10 ‰
- Mindste kurveradius: 800 fod (251 m) i byerne og ellers 1000 fod (314 m)
- Maks. hastighed: 30 km/t, i 1927 sat op til 40 km/t, i 1950 til 70 km/t

## Standsningssteder
De oprindelige stationer var tegnet af den bornholmske arkitekt Mathias Bidstrup (MB). Senere tegnede Joachim Fagerlund (JF) en station og en stribe "formandshuse" med venteværelse og ekspedition (altså hvad man andre steder ville kalde billetsalgssteder).
- Rønne H station i km 0,0 (MB) med mange spor, remiser og værksteder.
- Rønne Nord billetsalgssted i km 1,5 (JF). Ombygget til togfølgestation med to perronspor og læssespor med siderampe, da Allingebanen blev tilsluttet.
- Rønne Østre trinbræt i km 2,9 med omløbs-/læssespor og sidespor til teglværk. Formandshus/billetsalgssted opført 1915-16 (JF).
- Sidespor til Rabekkeværket i km 4,3.
- Robbedale trinbræt i km 5,6 med omløbs-/læssespor.
- Robbedale grusgrav i km 6,0.
- Køllergårde trinbræt i km 8,6 med pavillon, senere station med omløbs-/læssespor, kreaturfold og siderampe. Stationsbygning opført december 1901 (JF).
- Nylars trinbræt i km 10,2 med læssespor.
- Lobbæk station i km 11,6 (MB) med omløbs-/læssespor, kreaturfold og siderampe samt stikspor til privat pakhus.
- Smørenge trinbræt med omløbs/læssespor i km 13,2.
- Tvillinggårde trinbræt i km 15,0 med omløbs-/læssespor, kreaturfold og siderampe.
- Aakirkeby station i km 17,0 (MB) – forbindelse med Gudhjembanen. 5 gennemgående spor, heraf 3 ved perron, og for enden af perronen læssespor med kreaturfold og siderampe. 6 stikspor: til varehus, vandkran og hestestald, til to private pakhuse, til hørfabrik, til vognskur, til perron og vandkran og til drejeskive på 7 m med adgang til enkeltsporet remise og mejerispor.
- Ugleenge station (MB) i km 21,0 med omløbs-/læssespor, kreaturfold og siderampe.
- Langemyre trinbræt og sidespor i km 24,0 med omløbs-/læssespor.
- Pedersker station i km 26,0 (MB) med omløbs-/læssespor, kreaturfold og siderampe samt sidespor til brugsforeningen.
- Pilemølle trinbræt i km 28,7 med omløbs-/læssespor, kreaturfold og siderampe. Formandshus/billetsalgssted opført 1915-16 (JF).
- Bodilsker station i km 30,8 (MB) med omløbs-/læssespor, kreaturfold og siderampe. Fra dette spor sidespor til brugsforeningen.
- Balke trinbræt i km 32,7 (MB 1900), Balke station med opførelsen af formandshus (JF) 1919, Balka station 1935, Kannikegård station 1945. Omløbs-/læssespor, kreaturfold og siderampe.
- Hundsemyre trinbræt i km 33,6. Senere Balke Strand trinbræt med 4-sidet læskur (JF).
- Nexø station i km 36,6 (MB). Ud for perronen 3 spor samlet i en drejeskive for enden af stationen samt havnespor, der også havde adgang til det ene spor i den tosporede remise – også adgang til remisen og vandkran fra den anden ende. Ved varehuset læssespor med kreaturfold, siderampe og stikspor til perronen.

Fra Aakirkeby:
- Skørrebro trinbræt i km 2,8.
- Vallensgård sidespor.
- Almindingen station i km 5,0 (MB) med en lille drejeskive.

### Bevarede stationsbygninger
Stationsbygningerne er bevaret undtagen Nexø, der blev revet ned i 1973, og Rønne Nord.
- Rønne H: Munch Petersens Vej 3
- Rønne Ø: Grønvangen 16
- Køllergårde: Vellensbyvejen 26
- Lobbæk: Jernbanevej 2
- Aakirkeby: Birgersvej 9
- Ugleenge: Bodernevej 5
- Pedersker: Pedersker Hovedgade 51
- Pilemølle: Brandsgårdsvejen 9
- Bodilsker: Mejerigaden 5, Stenseby
- Balka: Birkevej 2
- Almindingen: Ekkodalsvejen 3

## Strækninger hvor banetracéet er bevaret
12,5 km af banens tracé er bevaret og tilgængeligt, bl.a. 1½ km på Østre Jernbanesti i Rønne, 5 km mellem Rønne Golfklub og Lobbæk og 2½ km mellem Balka Strand og Nexø.
- Fra Rønne Nord udgår Østre Jernbanesti
- Banestien fra Robbedale til Lobbæk øst for Rønne Golfklub
- Sti går under viadukten i Aakirkeby
- Fra Nexøvej øst for Aakirkeby kan man følge tracéet mod vest
- I Pedersker går en banesti nord for byen
- Vest for Bodilsker er banetracéet blevet servicevej for vindmøller
- Banestien fra Balka Strand giver her udsigt mod Nexø